# Милош Сузић
Милош Сузић (Мајдан, код Двора на Уни, 2. фебруар 1903 — Загреб, 28. новембар 1945), учесник Народноослободилачке борбе и народни херој Југославије.

## Биографија
Рођен је 2. фебруара 1903. године у селу Мајдан код Двора на Уни, у сиромашној сељачкој породици. Основну школу је завршио у родном селу. Након завршетка школе радио је као земљорадник и шумски радник.
Био је један од организатора оружаног устанка у Банији и прикључио се Банијском партизанском одреду. Од 15. новембра 1941. ступио је у Народноослободилачки покрет. Тада је био и један од организатора формирања Народноослободилачких одбора у том делу Баније.
У партизанском одреду „Черкезовац“ постао је десетар, а у априлу 1942. године водник. Маја исте године примљен је за члана Комунистичке партије Југославије. Од септембра је постао командир Треће чете Другог батаљона Банијског партизанског одреда, а од октобра 1942. до децембра 1943. командант батаљона. Убрзо после тога постао је заменик команданта Друге бригаде Седме банијске ударне дивизије, а од марта до новембра 1944. године командант Прве бригаде Седме банијске дивизије.
Истакао се у многим биткама попут напада на Двор на Уни, на Глину, у биткама за Бихаћ и код Изачић-града. Приликом напада на немачке положаје код села Боројевићи, Милош Сузић је био тешко рањен приликом јуриша.
Као борац Седме банијске дивизије, Милош Сузић је учествовао у Четвртој и Петој непријатељској офанзиви. У тешкој борби код Комарева против Черкеза, 28. септембра 1944. године, био је тешко рањен кроз плућа након пада авионске бомбе. Од последица рањавања умро је 28. новембра 1945. године у Војној болници Кунишчак у Загребу.
Указом Президијума Народне скупштине Федеративне Народне Републике Југославије, 20. децембра 1951. године, проглашен је за народног хероја.